# Okręgowe rozgrywki w piłce nożnej woj. warmińsko-mazurskiego (2008/2009)

## Ekstraklasa - III liga
Drużyny z województwa warmińsko-mazurskiego występujące w ligach centralnych i makroregionalnych:
- Ekstraklasa – brak
- I liga – brak
- II liga – OKS 1945 Olsztyn, Jeziorak Iława
- III liga – Olimpia Elbląg, Huragan Morąg, Concordia Elbląg, Mrągovia Mrągowo, Start Działdowo, Vęgoria Węgorzewo, Czarni Olecko

## Baraże o II ligę
- Hutnik Kraków – Jeziorak Iława 1:1/0:1
- Huragan Morąg – Okocimski Brzesko 0:2/0:5

## IV liga
| Poz. | Klub                | M  | Pkt. | Bramki |
| ---- | ------------------- | -- | ---- | ------ |
| 1    | Mazur Ełk           | 34 | 77   | 111-45 |
| 2    | Motor Lubawa        | 34 | 70   | 84-50  |
| 3    | Zatoka Braniewo     | 34 | 70   | 83-45  |
| 4    | Sokół Ostróda       | 34 | 65   | 105-43 |
| 5    | MKS Korsze          | 34 | 67   | 76-47  |
| 6    | Błękitni Pasym      | 34 | 64   | 105-41 |
| 7    | Granica Kętrzyn     | 34 | 54   | 56-52  |
| 8    | Tęcza Biskupiec     | 34 | 52   | 74-71  |
| 9    | GKS Wikielec        | 34 | 50   | 43-39  |
| 10   | Olimpia 2004 Elbląg | 34 | 45   | 47-69  |
| 11   | Płomień Ełk         | 34 | 39   | 41-69  |
| 12   | MKS Szczytno        | 34 | 38   | 43-64  |
| 13   | Polonia Pasłęk      | 34 | 38   | 37-51  |
| 14   | Rominta Gołdap      | 34 | 37   | 44-73  |
| 15   | Start Nidzica       | 34 | 31   | 52-84  |
| 16   | Zamek Kurzętnik     | 34 | 27   | 40-72  |
| 17   | Mamry Giżycko       | 34 | 20   | 23-83  |
| 18   | Tęcza Miłomłyn      | 34 | 14   | 26-92  |

## Klasa okręgowa

### grupa I
- awans: Pisa Barczewo
- spadek: LZS Lubomino-Wilczkowo, Cresovia Górowo Iławeckie

### grupa II
- awans: Błękitni Orneta
- spadek: GLKS Jonkowo, GLKS Miłakowo

## Baraże o klasę okręgową
- Wel Lidzbark - GLKS Jonkowo 5:1

## Klasa A
- grupa I:
  - awans: Jurand Barciany
  - spadek: brak
- grupa II:
  - awans: Concordia II Elbląg
  - spadek: Relax Płoskinia
- grupa III:
  - awans: MKS Jeziorany
  - spadek: Tempo Wipsowo
- grupa IV:
  - awans: Kormoran Zwierzewo
  - spadek: brak

## Klasa B
- grupa I - awans: Śniardwy Orzysz
- grupa II - awans: Granica Zagaje
- grupa III -awans: Radomniak Radomno
- grupa IV - awans: Zryw Jedwabno

## Wycofania z rozgrywek
Mazur Wydminy, Start II Nidzica, Vel Dąbrówno, Vęgoria II Węgorzewo, LZS Frednowy, Mewa Prejłowo Giławy, Tajfun Maliniak

## Nowe zespoły
Torpeda Rożental, Sokół Łęcze, Rominta II Gołdap, Wałpusza 07 Jesionowiec, Viktoria Straduny, Victoria II Rychliki, Huragan II Morąg, Cegielnie Olsztyńskie Unieszewo